# Bundesstraße 65
De Bundesstraße 65 (B65) is een bundesstraße in de Duitse deelstaten Nedersaksen en Noordrijn-Westfalen.
De weg loopt in de stad van Rheine en begint dan weer in Osnabrück en loopt via Minden, Stadthagen en Hannover naar Vechelde, waar de B65 aansluit op de B1.

## Geschiedenis
Oorsprong
De landesstraße van Hannover naar Minden voerde tussen Bückeburg en Stadthagen door het graafschap Schaumburg-Lippe. Deze belangrijke verbinding werd vanaf 1782 omgebouwd tot chaussee. Het onderhoud van deze weg werd tot 1903 door middel van tol betaald.
De bouw van de weg ten westen van Osnabrück begon in 1818 met het gedeelte tussen Osnabrück en Lotte, gevolgd door het gedeelte tussen Ibbenbüren en Rheine in 1850. Moeilijker werd het gedeelte rond Rheine, omdat hier de grens tussen Pruisen en Hannover moest worden gepasseerd. Uiteindelijk werd het gedeelte Salzbergen-Bentheim-Oldenzaal in 1856-1857 voltooid.

### Vroegere traject
De vanaf 1932 als Reichsstraße 65 genummerd weg liep van de Duits/Nederlandse grens bij Gildehaus naar Hannover, waar de weg overging in de Reichsstraße 1. Met de verlegging van de R1 in 1937 werd de R65 verlengd tot Vechelde.

### Vervangingen
Het gedeelte van de B65 tussen de Nederlandse grens en Osnabrück is midden jaren 90 gedegradeerd tot landesstraße, omdat dit gedeelte vrijwel parallel aan de toen complete A30 liep. In Rheine is echter een klein gedeelte tussen de B70 en B475 nog steeds als B65 genummerd.
B1 · B3 · B3n · B4 · B5 · B6 · B6n · B27 · B51 · B61 · B64 · B65 · B68 · B69 · B70 · B71 · B72 · B73 · B74 · B74n · B75 · B79 · B80 · B82 · B83 · B188 · B190n · B191 · B195 · B207 · B209 · B210 · B211 · B212 · B213 · B214 · B215 · B216 · B217 · B218 · B238 · B239 · B240 · B241 · B242 · B243 · B243a · B244 · B245a · B247 · B248 · B322 · B401 · B402 · B403 · B404 · B408 · B431 · B433 · B434 · B435 · B436 · B437 · B438 · B439 · B440 · B441 · B442 · B443 · B444 · B445 · B446 · B447 · B461 · B475 · B482 · B490 · B493 · B494 · B495 · B496 · B497 · B524 · B530
B1 · B3 · B7 · B8 · B9 · B10 · B26 · B27 · B35 · B37 · B38 · B39 · B40 · B41 · B42 · B43 · B43a · B44 · B45 · B47 · B48 · B49 · B50 · B51 · B52 · B53 · B54 · B55 · B55a · B56 · B56n · B57 · B58 · B59 · B61 · B62 · B63 · B64 · B65 · B66 · B66n · B67 · B68 · B70 · B80 · B83 · B84 · B219 · B220 · B221 · B223 · B224 · B225 · B226 · B227 · B228 · B229 · B230 · B231 · B233 · B234 · B235 · B236 · B237 · B238 · B239 · B241 · B249 · B250 · B251 · B252 · B253 · B254 · B255 · B256 · B257 · B258 · B259 · B260 · B261 · B262 · B263 · B264 · B265 · B266 · B267 · B268 · B269 · B270 · B271 · B272 · B274 · B275 · B277a · B278 · B279 · B284 · B288 · B323 · B324 · B326 · B327 · B399 · B400 · B403 · B405 · B406 · B407 · B409 · B410 · B411 · B412 · B413 · B414 · B416 · B417 · B418 · B419 · B420 · B421 · B422 · B423 · B424 · B426 · B427 · B428 · B429 · B448 · B449 · B450 · B451 · B452 · B453 · B454 · B455 · B456 · B457 · B458 · B459 · B460 · B469 · B473 · B474 · B475 · B476 · B477 · B478 · B479 · B480 · B481 · B482 · B483 · B484 · B485 · B486 · B487 · B488 · B489 · B499 · B504 · B506 · B507 · B508 · B509 · B510 · B511 · B513 · B514 · B515 · B516 · B517 · B519 · B520 · B521 · B525 · B528 · B611